# خاره‌چسب زرد
خاره‌چسب زرد (نام علمی: Cellana flava) نام یک گونه از راسته باستان‌شکم‌پاسانان است.